# Grand Prix USA Západ 1981
Grand Prix USA Západ (VII Toyota Grand Prix of Long Beach) byla úvodním závodem sezóny 1981, který se konal 15. března 1981 na okruhu Long Beach Circuit. V závodě zvítězil Australan Alan Jones na voze Williams. Nelson Piquet, obhájce prvenství z předchozí sezóny dojel v závodě třetí. Carlos Reutemann druhým místem zajistil pro Williams 4. double v krátké historii týmu.

 Sezónu 1981 zahájil spor mezi FISA (Mezinárodní federace automobilového sportu) a FOCA (Asociace konstruktéru formule 1) ohledně změn technických předpisů pro automobily formule 1, platných od 1. ledna 1981. Změna předpisů byla vedená opět především snahou o zvýšení bezpečnosti. Jablkem sváru byl zákaz použití bočních těsnicích lišt. Podrobnosti naleznete v článku Formule 1 v roce 1981. Spory byly natolik vyhrocené a vyvolaly sérii všech možných zmatků a komplikací, které znovu hrozily nebezpečím, že se mistrovství světa v roce 1981 neuskuteční. 19. ledna se uskutečnila schůzka dvou znepřátelených stran, FOCA a FISA, ve starém sídle Ferrari v Modeně. Výsledkem schůzky u Ferrariho, byl kompromis; Dohoda o svornosti, podle níž měla FISA nadále vydávat pravidla a propozice Velkých cen a dbát na jejich dodržování. Dále měla povolovat a řídit všechny Grand Prix a vést administrativu mistrovství světa. FOCA dostala právo vést jednání o finančních otázkách s pořadateli závodů.

Úřadující mistr světa Alan Jones získal prvenství ve Velké ceně USA o 9 sekund před týmovým kolegou Carlosem Reutemannem a poprvé tak zvítězil na trati v Long Beach. Bylo to jeho třetí vítězství v řadě, když zvítězil v posledních dvou velkých cenách loňské sezóny; Grand Prix Kanady a Grand Prix USA ve Watkins Glen.
Nová pravidla způsobila nedostatek automobilů, protože do prvního závodu, kterým měla být Grand Prix Jihoafrické republiky 1981 nenastoupili italské a francouzské týmy. Proto nebyla GP JAR zařazena do mistrovství světa. Dalším problémem bylo i odstoupení amerického výrobce pneumatik Goodyear. Situaci stihl zachránila francouzská firma Michaelin, která zajistila pro všechny týmy vhodné obutí.

Hned sobotní trénink přilil olej do ohně v sváru mezi FISA a FOCA. Elio de Angelis se v tréninku objevil s novým vozem, kterým byl Lotus 88. Chapmann přišel s novým typem konstrukce, automobilem se dvěma na sobě nezávisle odpruženými karosériemi, vnitřní a vnější. Vnitřní šasí sestávalo z monokoku, motoru a závěsu. Druhé šasí byl podvozek a bočnice s chladiči, které měli obstarávat přísavný efekt. Vnější šasí se za jízdy přisálo k vozovce a nahrazovalo tak efekt zakázaných bočních těsnicích lišt. Toto nevšední řešení však vyvolalo řadu dohadů a protestů a na protest ostatních týmu vůz nebyl připuštěn do závodu. Lotus musel nasadit upravený vůz Lotus 81. 

Příjemným oživením kvalifikace byla rychlost vozu Arrows Itala Riccarda Patreseho, který si tak zajistil první pole position v kariéře a zároveň první (a jediné) pole pro stáj Arrows. Riccardo Patrese překonal o desetinu sekundy Williams Alana Jonese. Ve druhé řadě stáli Carlos Reutemann a Nelson Piquet následování Villeneuvem a Andrettim. Pro Andrettiho to byl první závod s vozem Alfa Romeo.
Do nedělního závodu nejlépe odstartoval Villeneuve na Ferrari, ale nedokázal vůz ubrzdit do první zatáčky a nechtěně tak musel přepustit vedení Patresemu. Za Partesem se seřadily oba vozy Williams. Carlos Reutemann a Alan Jones, Villeneuve se stačil vrátit na čtvrtém místě. Podobným způsobem se podíval mimo trať i Andrea de Cesaris, který při návratu byl sestřelen Alainem Prostem, kterého zezadu přistrčil Hector Rebaque. Prost i de Cesaris museli ze závodu odstoupit zatímco Rebaque byl schopný pokračovat dál. Pořadí po průjezdu prvního kola bylo: Patrese, Reutemann, Jones, Villeneuve, Piquet, Didier Pironi, Cheever a Andretti.
Pohromou pro Ferrari bylo 17. kolo, nejprve se přes Pironiho dostal Piruet a následně musel Villeneuve ze závodu odstoupit. Ve 25. kole se z vedoucího místa odporoučel Patrese, kterého zradil palivový systém. Po zastávce v boxech se do závodu opět vrátil, ale problém se opakoval a tak ve 33. kole odstoupil definitivně. Patrese přepustil vedoucí pozici Reutemannu, ke kterému se zezadu rychle přibližoval Jones. Reutemann chyboval ve 32. kole, když předjížděl pomalejší vůz Ensign pilotovaný Marcem Surerem čehož využil Jones a proklouzl do vedení. Během 12. kol si Jones vybudoval náskok přes deset sekund. Převahu Williams potvrzoval i na druhém místě jedoucí Reutemann jenž najel 36 sekund na Piqueta.
Dalším začarovaným kolem bylo to 41., které znamenalo stop pro čtyři jezdce. Nejprve Laffite poškodil předek svého vozu, když přistrčil Tyrrell Eddiho Cheevera. Laffite pomalu kroužil po okruhu, když se k němu přiblížili Giacomelli a Lammers, giacomelli nejprve zpomalil a pak se snažil předjet pomalého Laffita, ale to už po jeho boku byl Lammers a vzájemně spolu kolidovali. Odstoupení Laffiteho rozšířilo boj o čtvrtou příčku mezi Pironiho, Cheevera a Andrettiho. Andretti nejprve zdolal Chevera v 43. kole a začal se přetahovat s Pironim o čtvrté místo. Pironiho v 54. kole začalo zlobit palivové čerpadlo, které nakonec bylo příčinou jeho odstoupení.
V poslední čtvrtině závodu už nedošlo k žádným změnám a tak cílem prolétly oba vozy Williams, Nelson Piruet, Mario Andretti, Eddie Cheever, klasifikováno bylo pouze 8 vozů.

## Výsledky
- 15. březen 1981
- Okruh Long Beach Circuit
- 3251m × 80 kol + 1625m = 261.705 km
- 343. Grand Prix
- 11. vítězství Alana Jonese
- 12. vítězství pro Williams
- 25. vítězství pro Austrálii
- 40. vítězství pro vůz se startovním číslem 1

| Pozice | Jezdec              | Vůz                            | Čas             |
| ------ | ------------------- | ------------------------------ | --------------- |
| 1      | Alan Jones          | Williams FW07C                 | 1:50'41.33      |
| 2      | Carlos Reutemann    | Williams FW07C                 | á 0:09,19       |
| 3      | Nelson Piquet       | Brabham BT49C                  | á 0:34,92       |
| 4      | Mario Andretti      | Alfa Romeo N179C               | á 0:49,31       |
| 5      | Eddie Cheever       | Tyrrell 010                    | á 1:06,70       |
| 6      | Patrick Tambay      | Theodore TY01 ex (Shadow DN12) | á 1 kolo        |
| 7      | Chico Serra         | Fittipaldi F8C                 | á 2 kola        |
| 8      | René Arnoux         | Renault RE20B                  | á 3 kola        |
| Kolo   | Odstoupili          | -                              | -               |
| 70     | Marc Surer          | Ensign N180B                   | Palivový systém |
| 67     | Didier Pironi       | Ferrari 126CK                  | Palivový systém |
| 64     | Jean-Pierre Jarier  | Ligier JS17                    | Palivová pumpa  |
| 49     | Hector Rebaque      | Brabham BT49C                  | Nehoda          |
| 41     | Bruno Giacomelli    | Alfa Romeo N179C               | Kolize          |
| 41     | Jacques Laffite     | Ligier JS17                    | Kolize          |
| 41     | Keke Rosberg        | Fittipaldi F8C                 | Motor           |
| 41     | Jan Lammers         | ATS D4                         | Kolize          |
| 33     | Riccardo Patrese    | Arrows A3                      | Palivový systém |
| 26     | Beppe Gabbiani      | Osella FA1B                    | Nehoda          |
| 25     | Nigel Mansell       | Lotus 81B                      | Nehoda          |
| 17     | Gilles Villeneuve   | Ferrari 126CK                  | Rozvody         |
| 16     | John Watson         | McLaren M29F                   | Brzdy           |
| 21     | Elio de Angelis     | Lotus 81                       | Nehoda          |
| 0      | Alain Prost         | Renault RE20B                  | Kolize          |
| 0      | Andrea de Cesaris   | McLaren M29F                   | Kolize          |
| *      | Nekvalifikovali se  | -                              | -               |
| **     | Kevin Cogan         | Tyrrell 010                    | **              |
| **     | Derek Daly          | March 811                      | **              |
| **     | Miguel Angel Guerra | Osella FA1B                    | **              |
| **     | Siegfried Stohr     | Arrows A3                      | **              |
| **     | Eliseo Salazar      | March 811                      | **              |

### Nejrychlejší kolo
Alan Jones - Williams - 1'20.901
- 9. nejrychlejší kolo Alana Jonese
- 12. nejrychlejší kolo pro Williams
- 21. nejrychlejší kolo pro Austrálii
- 36. nejrychlejší kolo pro vůz se startovním číslem 1

### Vedení v závodě
| Kola           | km         | Jezdec           | %   |
| 1. – 24. kolo  | 78.0216 km | Riccardo Patrese | 30% |
| 25. – 31. kolo | 22.7563 km | Carlos Reutemann | 9%  |
| 32. – 80. kolo | 5,338 km   | Alan Jones       | 61% |
| -------------- | ---------- | ---------------- | --- |

| Patrese | Reutemann | Jones |
| ------- | --------- | ----- |

### Postavení na startu
Riccardo Patrese- Arrows- 1'19.399
- 1. Pole position Richarda Patreseho
- 1. Pole position pro Arrows
- 24. Pole position pro Itálii
- 1. Pole position pro vůz se startovním číslem 29

| 1. řada  | 2                                  | 1                                    |
| -------- | ---------------------------------- | ------------------------------------ |
|          | Alan Jones Williams 1'19.408       | Riccardo Patrese Arrows 1'19.399     |
| 2. řada  | 4                                  | 3                                    |
|          | Nelson Piquet Brabham 1'20.289     | Carlos Reutemann Williams 1'20.149   |
| 3. řada  | 6                                  | 5                                    |
|          | Mario Andretti Alfa Romeo 1'20.476 | Gilles Villeneuve Ferrari 1'20.462   |
| 4. řada  | 8                                  | 7                                    |
|          | Eddie Cheever Tyrrell 1'20.643     | Nigel Mansell Lotus 1'20.573         |
| 5. řada  | 10                                 | 9                                    |
|          | Jean-Pierre Jarier Ligier 1'20.787 | Bruno Giacomelli Alfa Romeo 1'20.664 |
| 6. řada  | 12                                 | 11                                   |
|          | Jacques Laffite Ligier 1'20.925    | Didier Pironi Ferrari 1'20.909       |
| 7. řada  | 14                                 | 13                                   |
|          | Alain Prost Renault 1'20.980       | Elio de Angelis Lotus 1'20.928       |
| 8. řada  | 16                                 | 15                                   |
|          | Keke Rosberg Fittipaldi 1'21.001   | Hector Rebaque Brabham 1'21.000      |
| 9. řada  | 18                                 | 17                                   |
|          | Chico Serra Fittipaldi 1'21.409    | Patrick Tambay Theodore 1'21.298     |
| 10. řada | 20                                 | 19                                   |
|          | René Arnoux Renault 1'21.540       | Marc Surer Theodore 1'21.522         |
| 11. řada | 22                                 | 21                                   |
|          | Andrea de Cesaris McLaren 1'22.028 | Jan Lammers ATS 1'21.758             |
| 12. řada | 24                                 | 23                                   |
|          | Beppe Gabbiani Osella 1'22.213     | John Watson McLaren 1'22.183         |

### Kvalifikace
| Pozice | Jezdec              | Vůz        | Čas      |
| ------ | ------------------- | ---------- | -------- |
| 1      | Riccardo Patrese    | Arrows     | 1'19.399 |
| 2      | Alan Jones          | Williams   | 1'19.408 |
| 3      | Carlos Reutemann    | Williams   | 1'20.149 |
| 4      | Nelson Piquet       | Brabham    | 1'20.289 |
| 5      | Gilles Villeneuve   | Ferrari    | 1'20.462 |
| 6      | Mario Andretti      | Alfa Romeo | 1'20.476 |
| 7      | Nigel Mansell       | Lotus      | 1'20.573 |
| 8      | Eddie Cheever       | Tyrrell    | 1'20.643 |
| 9      | Bruno Giacomelli    | Alfa Romeo | 1'20.664 |
| 10     | Jean-Pierre Jarier  | Ligier     | 1'20.787 |
| 11     | Didier Pironi       | Ferrari    | 1'20.909 |
| 12     | Jacques Laffite     | Ligier     | 1'20.925 |
| 13     | Elio de Angelis     | Lotus      | 1'20.928 |
| 14     | Alain Prost         | Renault    | 1'20.980 |
| 15     | Hector Rebaque      | Brabham    | 1'21.000 |
| 16     | Keke Rosberg        | Fittipaldi | 1'21.001 |
| 17     | Patrick Tambay      | Theodore   | 1'21.298 |
| 18     | Chico Serra         | Fittipaldi | 1'21.409 |
| 19     | Marc Surer          | Theodore   | 1'21.522 |
| 20     | René Arnoux         | Renault    | 1'21.540 |
| 21     | Jan Lammers         | ATS        | 1'21.758 |
| 22     | Andrea de Cesaris   | McLaren    | 1'22.028 |
| 23     | Beppe Gabbiani      | Osella     | 1'22.213 |
| 24     | John Watson         | McLaren    | 1'22.183 |
| 25     | Kevin Cogan         | Tyrrell    | 1'22.284 |
| 26     | Derek Daly          | March      | 1'22.356 |
| 27     | Miguel Angel Guerra | Osella     | 1'22.673 |
| 28     | Siegfried Stohr     | Arrows     | 1'23.504 |
| 29     | Eliseo Salazar      | March      | 1'24.383 |

### Zajímavosti
- V závodě debutovali Chico Serra, Eliseo Salazar, Miguel Angel Guerra, Siegfried Stohr.
- Poprvé byl představeny nové modely vozů Alfa Romeo 179C, Brabham BT49C, Ensign N180B, Ferrari 126CK, Fittipaldi F8C, Ligier JS17, March 811, McLaren M29F, Renault RE20B, Theodore TY01, Williams FW07C.
- 25 GP proBruna Giacomelliho

| Pole position    | Vítězství      | Nej. kolo      |
| Itálie           | Austrálie      | Austrálie      |
| Riccardo Patrese | Alan Jones     | Alan Jones     |
| Arrows A3        | Williams FW07C | Williams FW07C |
| 1'19.399         | 1:50'41.33     | 1'20.901       |
| 147.402 km/h     | 141.860 km/h   | 144.666 km/h   |
| ---------------- | -------------- | -------------- |

### Stav MS
| * | Jezdec           | Body |
| - | ---------------- | ---- |
| 1 | Alan Jones       | 9    |
| 2 | Carlos Reutemann | 6    |
| 3 | Nelson Piquet    | 4    |
| 4 | Mario Andretti   | 3    |
| 5 | Eddie Cheever    | 2    |
| 6 | Patrick Tambay   | 1    |

| * | Vůz        | Body |
| - | ---------- | ---- |
| 1 | Williams   | 15   |
| 2 | Brabham    | 4    |
| 3 | Alfa Romeo | 3    |
| 4 | Tyrrell    | 2    |
| 5 | Theodore   | 1    |

| * | Stát      | Body |
| - | --------- | ---- |
| 1 | Austrálie | 9    |
| 2 | Argentina | 6    |
| 3 | USA       | 4    |
| 4 | Brazílie  | 4    |
| 5 | Francie   | 1    |